# Aristolochia serpentaria
Aristolochia serpentaria L. – gatunek rośliny z rodziny kokornakowatych (Aristolochiaceae Juss.). Występuje naturalnie w Stanach Zjednoczonych. Ponadto jest uprawiany w Indiach.

## Rozmieszczenie geograficzne
Rośnie naturalnie w Stanach Zjednoczonych, w stanach Connecticut, Indiana, Michigan (część południowa), New Jersey, Nowy Jork (część południowo-wschodnia), Ohio, Pensylwania, Wirginia Zachodnia, Illinois, Iowa (część południowo-wschodnia), Kansas (część wschodnia), Missouri, Oklahoma (część wschodnia), Alabama, Arkansas, Delaware, Dystrykt Kolumbii, Floryda, Georgia, Kentucky, Luizjana, Maryland, Missisipi, Karolina Północna, Karolina Południowa, Wirginia oraz Teksas.

## Morfologia

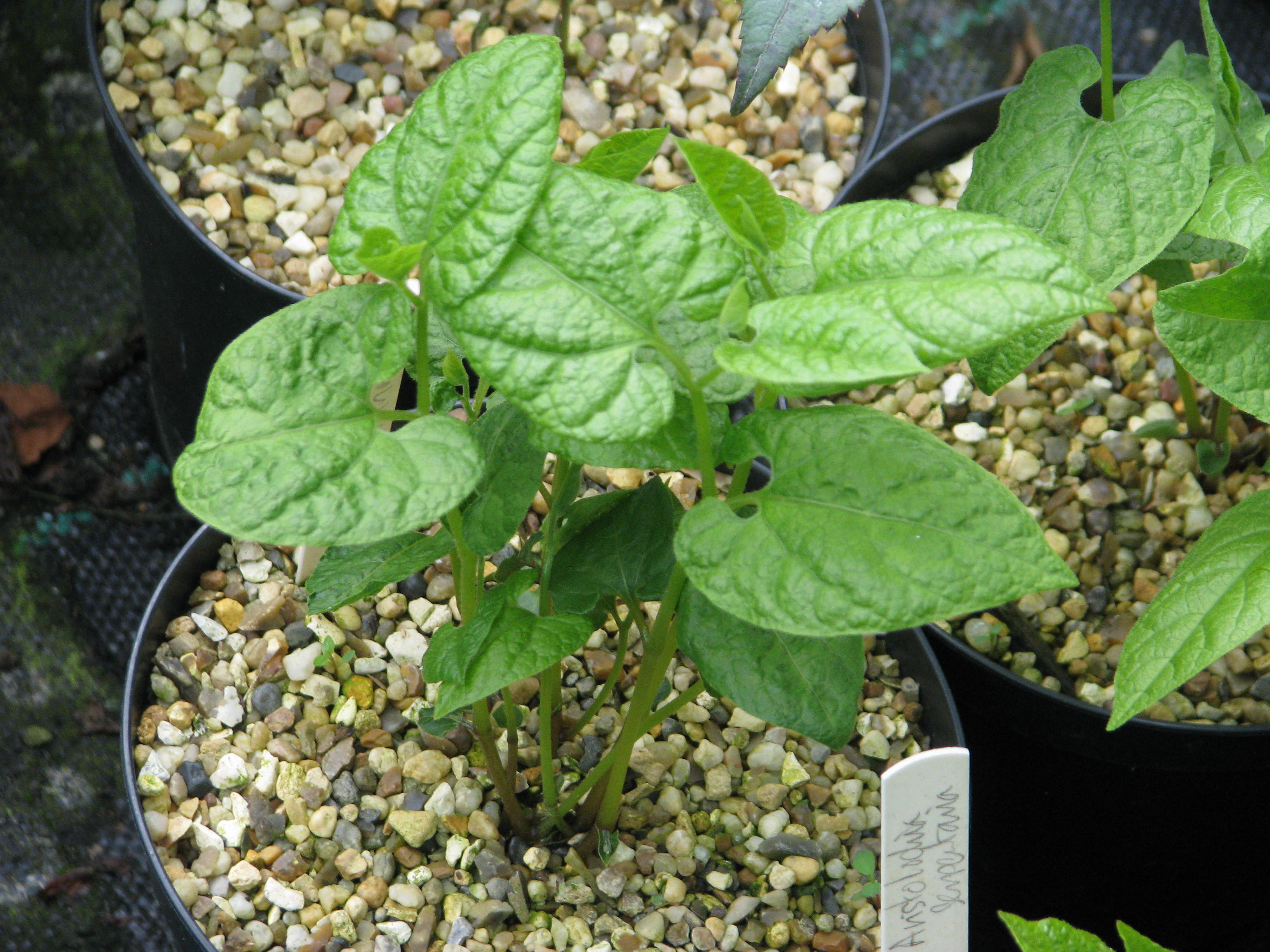
Młoda sadzonka

PokrójBylina o wyprostowanych, nagich lub owłosionych pędach. Dorasta do 60 cm wysokości.
LiścieMają lancetowaty lub owalny kształt. Mają 5–15 cm długości oraz 1–5 cm szerokości. Nasada liścia ma ucięty lub sercowaty kształt. Ze spiczastym lub ostrym wierzchołkiem. Ogonek liściowy jest nagi i ma długość 0,5–3,5 cm.
KwiatyZygomorficzne. Zebrane są w gronach. Mają brązowo-purpurową barwę i 10 mm długości. Mają kształt wygiętej tubki. Łagiewka jest jajowata u podstawy.
OwoceTorebki o kulistym kształcie. Mają 0,8–2 cm długości i 1–2 cm szerokości. Pękają u podstawy.

## Biologia i ekologia
Rośnie w półsuchych lasach. Występuje na wysokości do 1300 m n.p.m.

## Zastosowanie
Suche kłącza tego gatunku zawierają kwas kokornakowy (C17H11NO7). Wytwarza się z niego popularny i naturalny napój. Jednak spożywany w dużych dawkach może powodować problemy gastryczne oraz paraliż dróg oddechowych. Kilka amerykańskich plemiona Indian stosowało tę roślinę w leczeniu niektórych dolegliwości reumatycznych i przy łagodzeniu różnych bóli. Używane było także jako środek przeciwko robakom.